# NGC 6163
NGC 6163 (другие обозначения — MCG 6-36-48, ZWG 168.15, HCG 82B, KUG 1626+329D, NPM1G +32.0474, PGC 58250) — линзообразная галактика (SB0) в созвездии Геркулес.
Этот объект входит в число перечисленных в оригинальной редакции «Нового общего каталога».